# アンジェロ・マリアーニ (薬剤師)
アンジェロ・マリアーニ (仏：Angelo Mariani、1838年12月17日 - 1914年4月1日）は、フランスの薬剤師、発明家、実業家、愛書家。マリアーニ・ワインの発明・製造と著名人の伝記「マリアーニ・アルバム」の発行人として知られる。

## 経歴

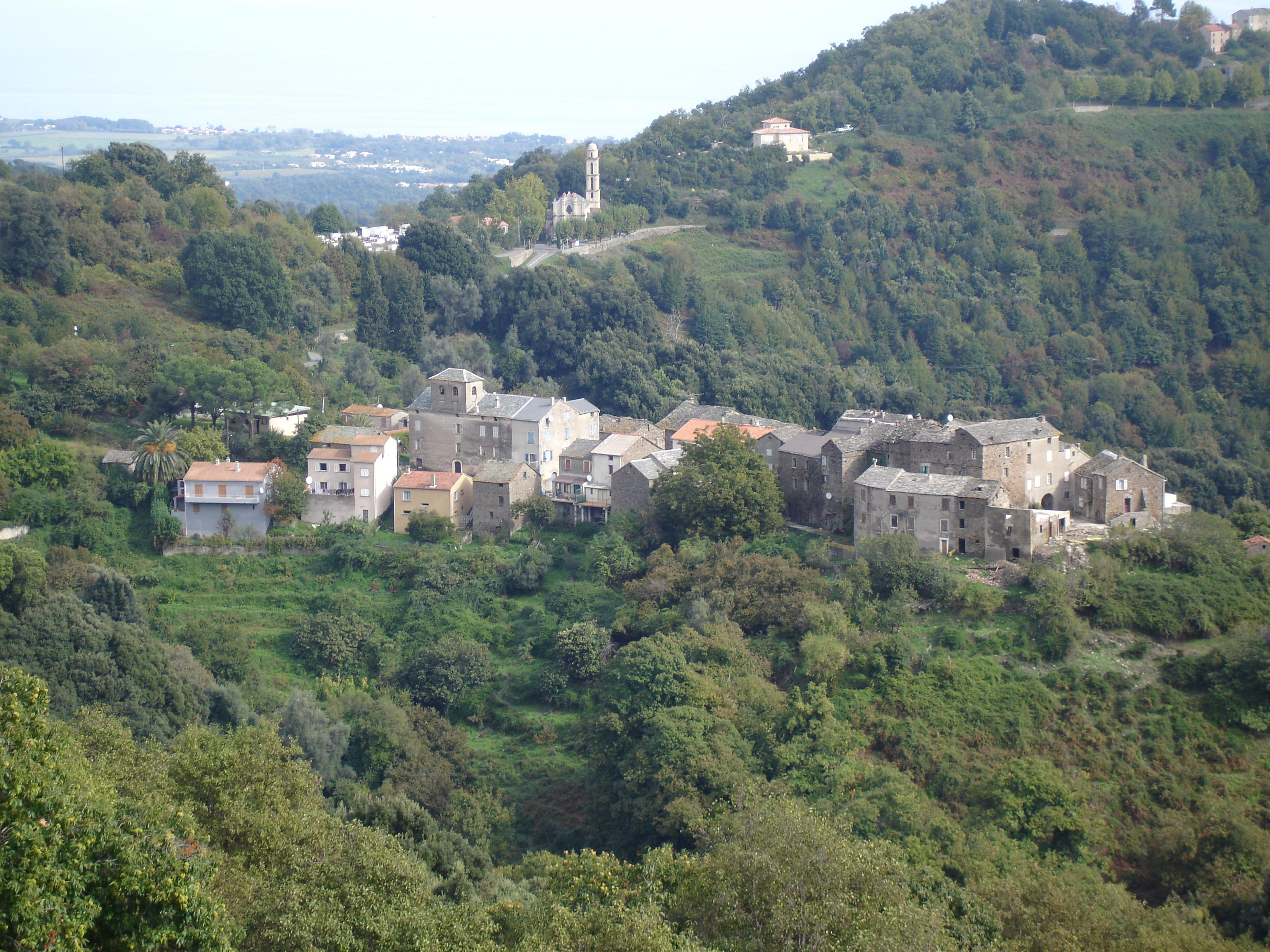

アンジェロ・マリアーニ（本名：Ange-François Mariani）は1838年12月17日に7月王政下のフランス王国、タヴァーニャ（コルシカ島の海賊）の旧領土であったオート＝コルス県のペロ＝カセヴェッキで生まれた。一家は医師のコノー家と交流があり、アンジェロは父親のフランソワ＝グザヴィエ・マリアーニ（François-Xavier Mariani, 1810-1875）と母親のソフィー・セバスチアニ（Sophie Sébastiani、1821-1804）との間に生まれた7人の子の長男だった。1847年、父親はバスティアに薬局を開業し、息子はそこで歯の治療を受けた。彼は1860年代初めにパリで薬学を学ぶためにコルシカ島を出て、クリシー通り、サン＝ジェルマン大通りなどの薬局に勤めたあと、パリ医学部の向かいのグルネル通りにあるモンデ薬局に勤務した。彼はそこでキナノキ属の樹皮を原材料とする強壮剤を扱った。
彼はボワ＝コロンブのクリシー通り近辺に引っ越し、その後、サン＝ジェルマン近くのヴァノー通りにある小さなアパルトマンに移った。1870年には結婚し、Marie Anne Philiberte Paulmier（1847-1878）、André (1871-1878)、Andrée (1874-1894)、Jacques (1875-1939)の4人の子供をもうけたが、寡夫として後半生を過ごした。彼は1873年にオスマン大通りの薬局を買い取ったのち、スクリーブ通りに移転、ヌイイ＝シュル＝セーヌに土地を購入し、工場、研究所、地下室、温室などの設備を建てた。1880年にはコート・ダジュール、サン＝ラファエル ヴァレスキュールのリゾート地に「ヴィラ・アンドレア」と名付けた別荘を建てた。
彼は多方面に顔の利く有力者の警察官、グザヴィエ・パオリと親しかった。パオリは行政関係の折衝を引き受け、著名人の人脈を活かして「マリアーニ・アルバム」の製作に協力した。
1914年4月1日、彼は「ヴィラ・アンドレア」で死去し、ペール・ラシェーズ墓地の62区に埋葬された。

## コカワインの発明

### 開発

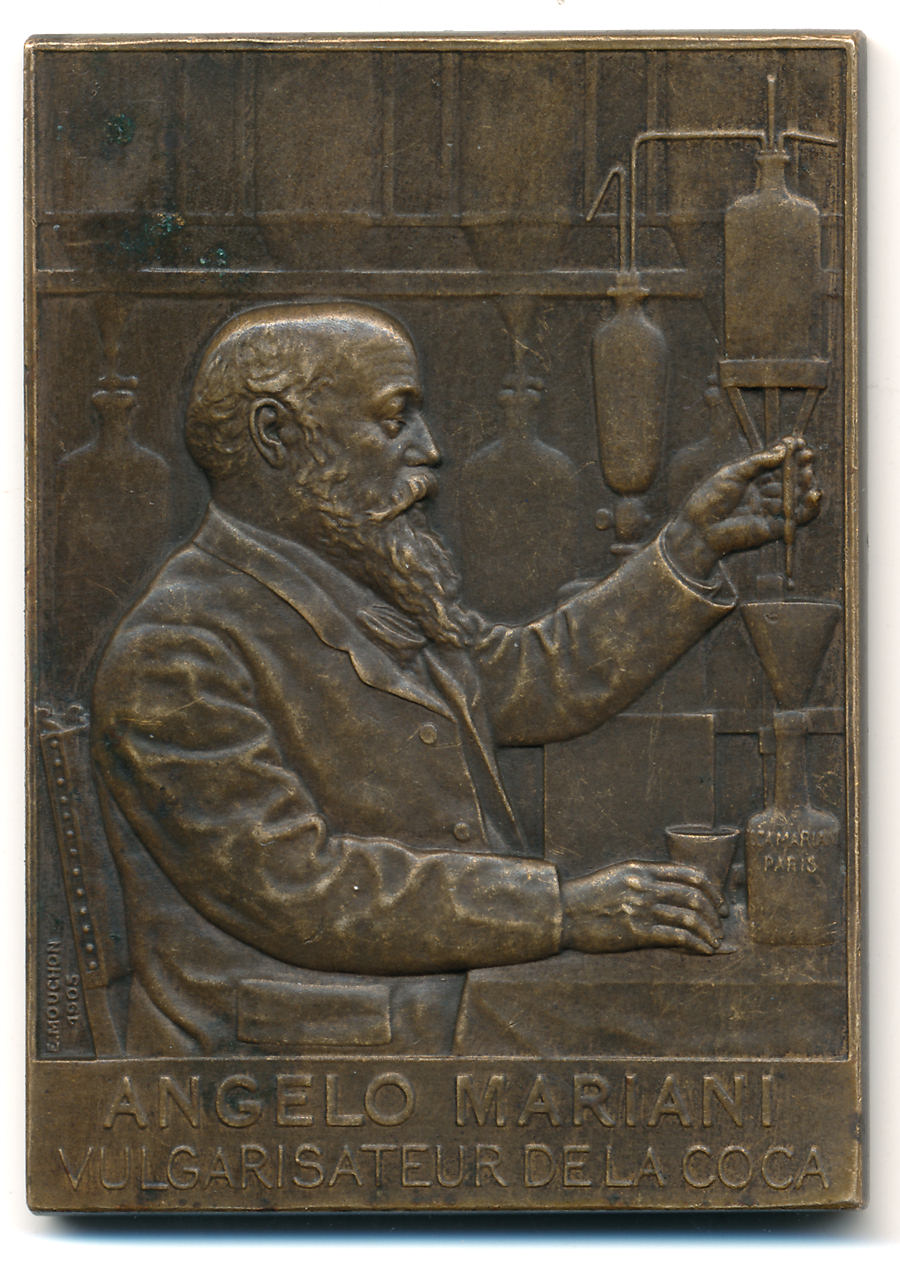

マリアーニはコカ植物からコカインの結晶体を単離したドイツの化学者アルベルト・ニーマンに関するイタリアの医師、パオロ・マンテガッツァの研究に魅了され、ピエール・フォーヴェル博士（麻酔にコカインを使用した最初の医師のひとり）とともにマリアーニ・ワインを開発した。ワインにコカを混入するというアイデアは新しいものではなかったが、マリアーニはのちに自身の先駆的な役割を主張している。1863年、コカワインを所望していた咽頭科のフォーヴェル医師に代わり、かすれ声に悩んでいた若い女性のオペラ歌手が薬局にやってきたとき、マリアーニはボルドーワインに3種類のコカの葉のエキスを注入したものを処方した。ディーヴァはこの「トニック・ドリンク」の小さなサンプルを味わったあと、次のように歌った。
c'est excellent, vous m'enverrez douze bouteilles
（これは素晴らしいです。私に12本のボトルを送ってください。）

### 工業生産と国際生産

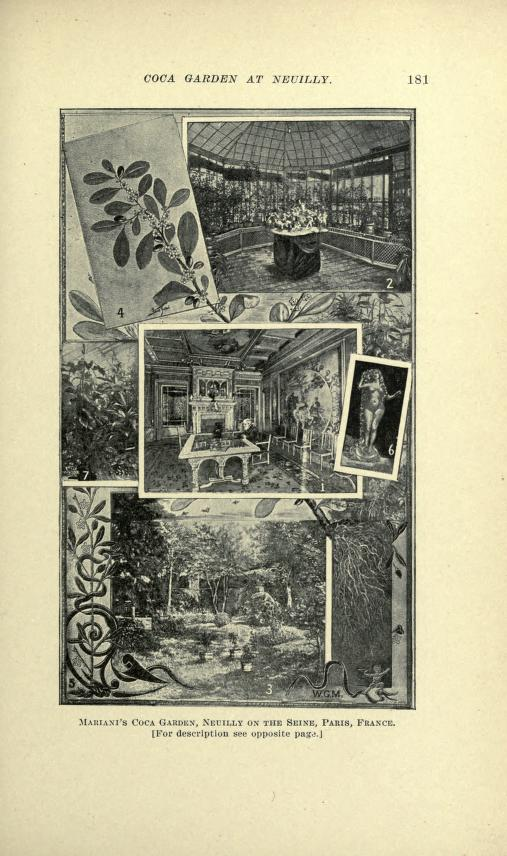
.

自分の財産を確保するために、マリアーニは「ペルー産のコカとマリアーニ・トニックワイン」と名付けた特許を取得し、それはすぐに「vin Mariani 」（マリアーニ・ワイン）の商標名で知られるようになった。この飲料はヨーロッパ全土で人気を博し、彼は名声を得た。インフルエンザの治療のために普通に処方され、神経の疾患、貧血、勃起不全の治療に効果があるとされた。マリア―ニはオスマン大通りに41軒の薬局を開き、1880年にはヌイイ＝シュル＝セーヌのシャルトル通りに10から12棟のコカ加工工場を建設した。1ボトル50サンチームで販売されたコカワインは、1ボトルあたり60グラムのコカの葉を溶媒のアルコール（おそらくコニャック）に浸けて抽出させ、ボルドーワインと6%分の砂糖を添加して作られた。
彼はすぐに、自分の事業がロンドンとニューヨークにまで進出した企業のトップにランクしていることに気づいた。彼は温室でコカの品種改良に取り組み、環境に順応させるために新しい技術を試し、新しい情報を世界中の植物園と共有し標本を贈った。
フランス、パリのアンジェロ・マリアーニは、神の植物－コカを世界で初めて利用できるようにした。—W・ゴールデン・モーティマー, M. D., 1901年
彼は化学者仲間であるニューヨーク医学アカデミーのウィリアム・ゴールデン・モーティマー博士、ニューヨーク郡医学会のメンバー、ニューヨーク科学アカデミー、アメリカ自然史博物館、ニューヨーク病院の元外科医助手、耳鼻科の外科医助手らに、1901年に出版した自著「ペルー、インカの神聖な植物コカの歴史」を捧げた。モーティマーはコカの研究に関する情熱を共有し、科学的な謎を解き明かし、コカの持っている資質を実現するマリアーニを現代のマーリン（アーサー王伝説に登場する預言者）とし、コカの葉と花をモチーフとしたタペストリーや彫刻でオフィスを飾っている趣味の良い人物と表現している。コカはマリアーニにとって単なる莫大な富をもたらすものではなく、そこから活き活きとした芸術を引き出すものとなっていた。

## 宣伝
ペルーのコカマリアーニ・ワインは最も効果的で心地よい強壮剤です。1ボトル5フラン— 大通り41番、オスマン—フィガロ、1873年12月10日
他の多くの同僚と同じく、マリアーニは1870年代初頭に控え目に宣伝を始め、日刊紙の二、三行広告や、世俗的な社会・文化雑誌で強壮剤の利点を賞賛し、医学雑誌にはより詳細な内容の広告を載せた。1877年にマリアーニが雑誌「ラヴィ・パリジェンヌ」のイラストレーター、アルベール・ロビダの協力を取り付けた時、すべてが変わった。それから10年間、すべてのマスコミでマリアーニ・ワインの利点が宣伝された。

マリアーニ・ワインの広告
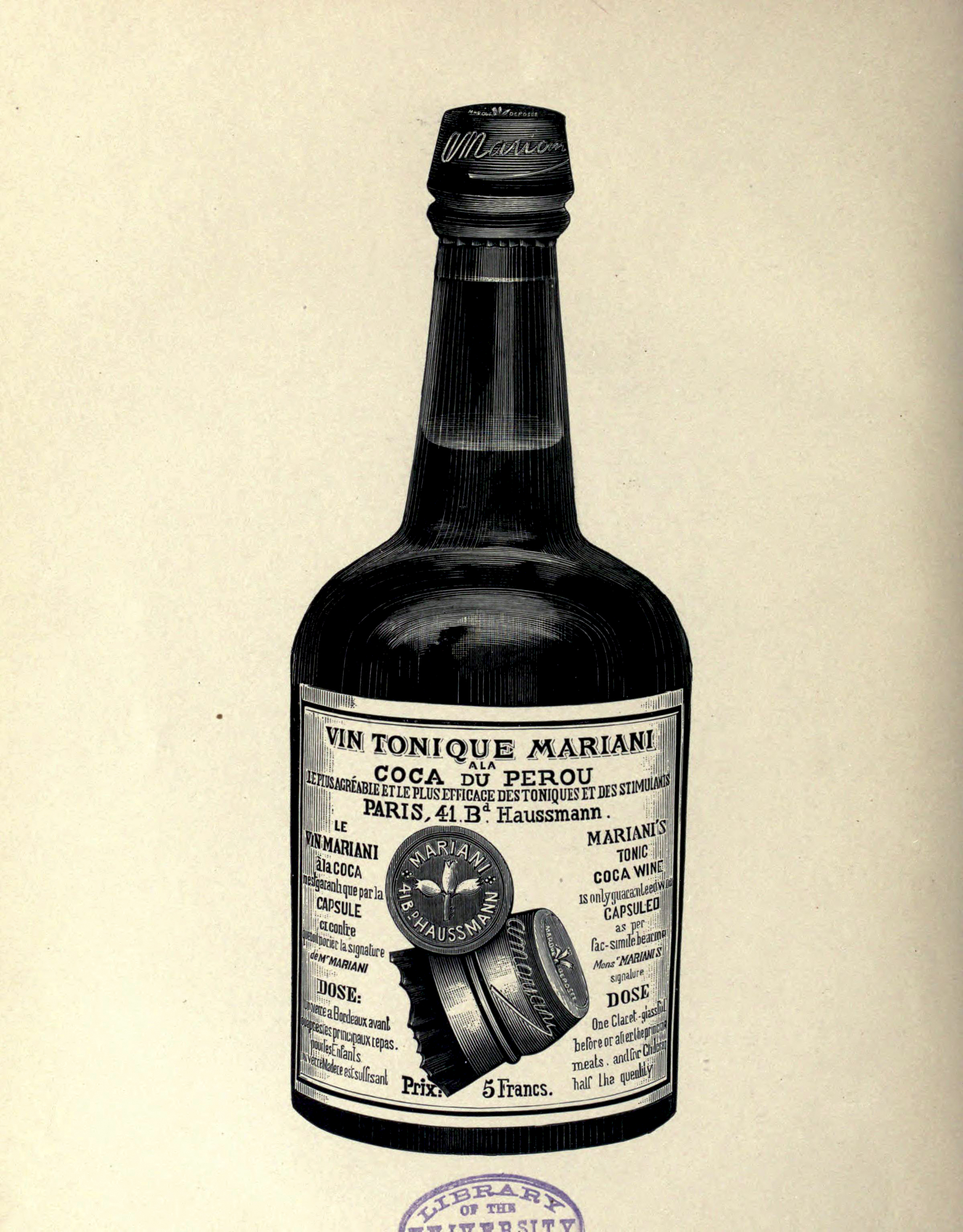
ワインボトル
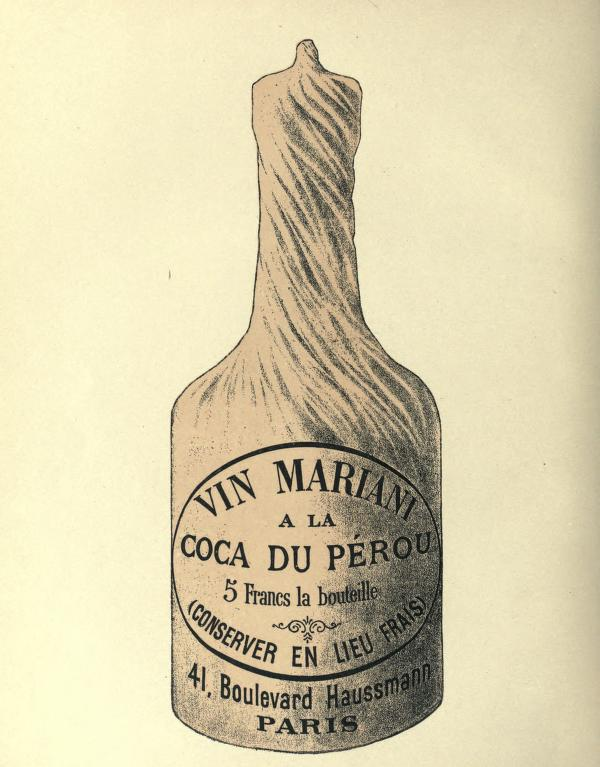
ワインのパッケージ
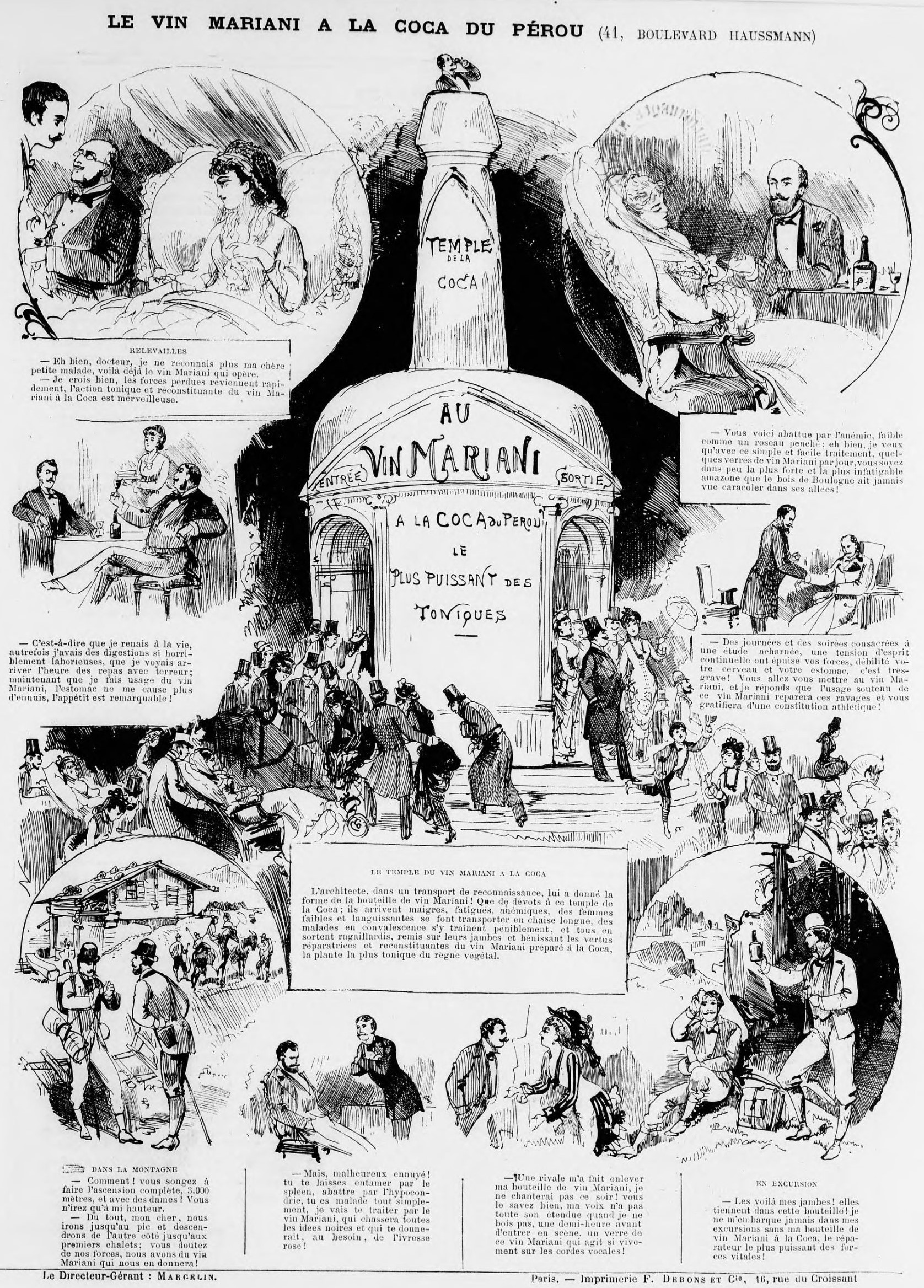
「ラヴィ・パリジェンヌ」(ロビダ画、1877年)
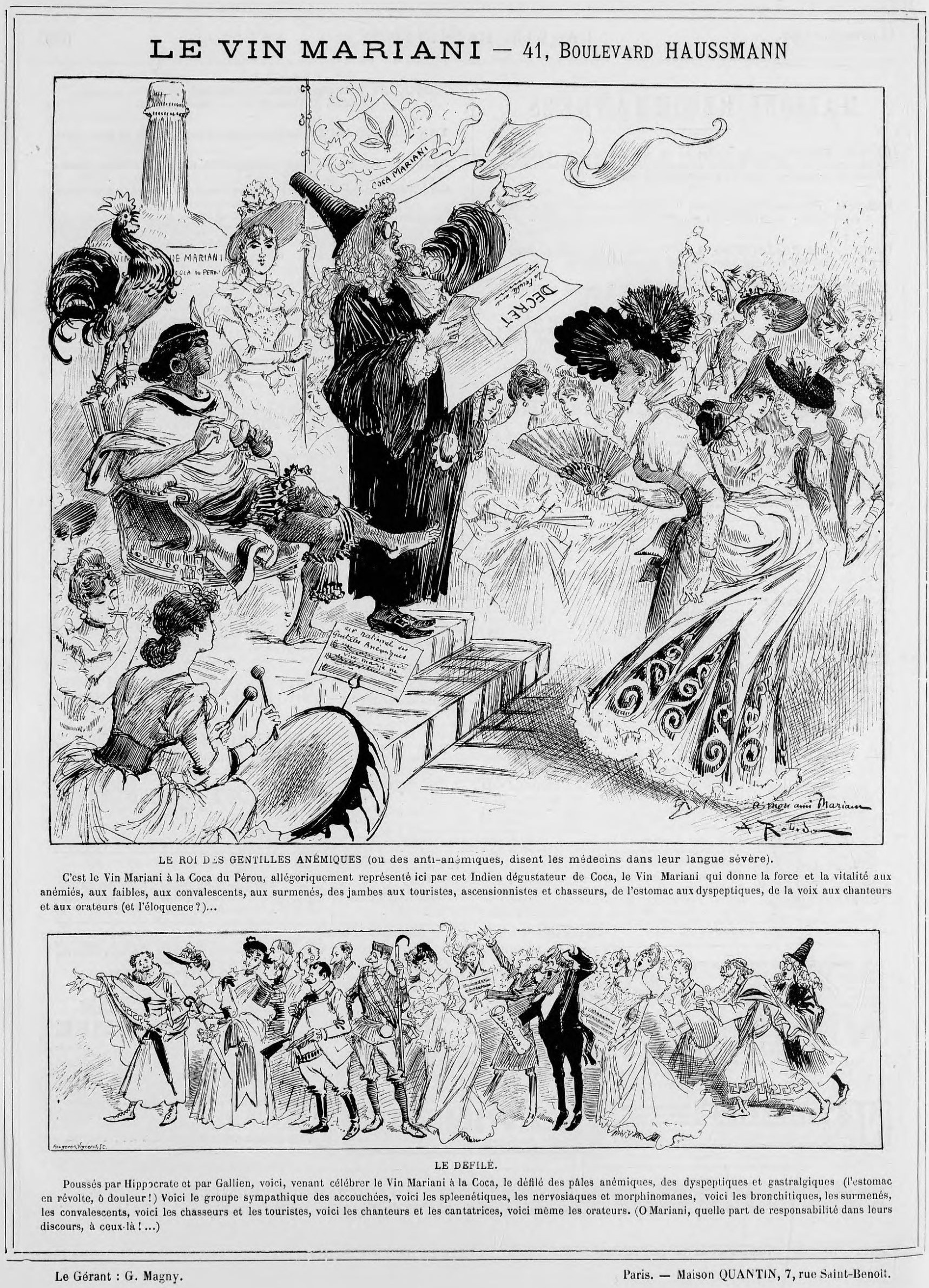
「ラヴィ・パリジェンヌ」(ロビダ画、1888年)
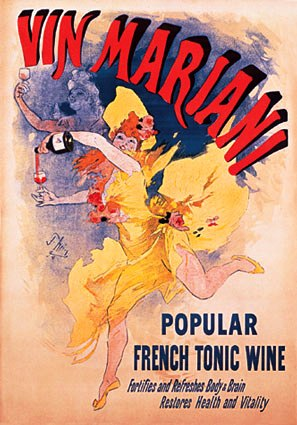
海外向け広告ポスター (J・シェレ画、1894年)

さらに、マリアーニは親しくしていた警察官、グザヴィエ・パオリの協力を得て、フランスをはじめとする各国の著名人にこの飲料の試供品ボトルを送付し、折り返し寄せられた手稿または活字による感想を肖像画入りで雑誌に発表した。1894年からは、それらの記事にジャーナリストであるウジェーヌとジョゼフのユザンヌ兄弟によるモノグラフを加え、フランスのボッティン・モンディーン（人名録）の形式による広告アンソロジーとして出版した。これは「マリアーニ・アルバム」のタイトルで知られる一種の紳士録である。

## マリアーニ・アルバム

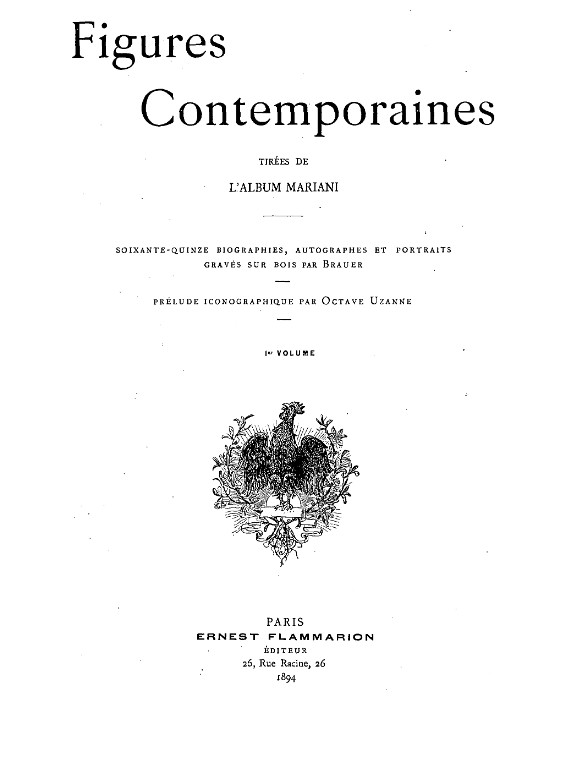
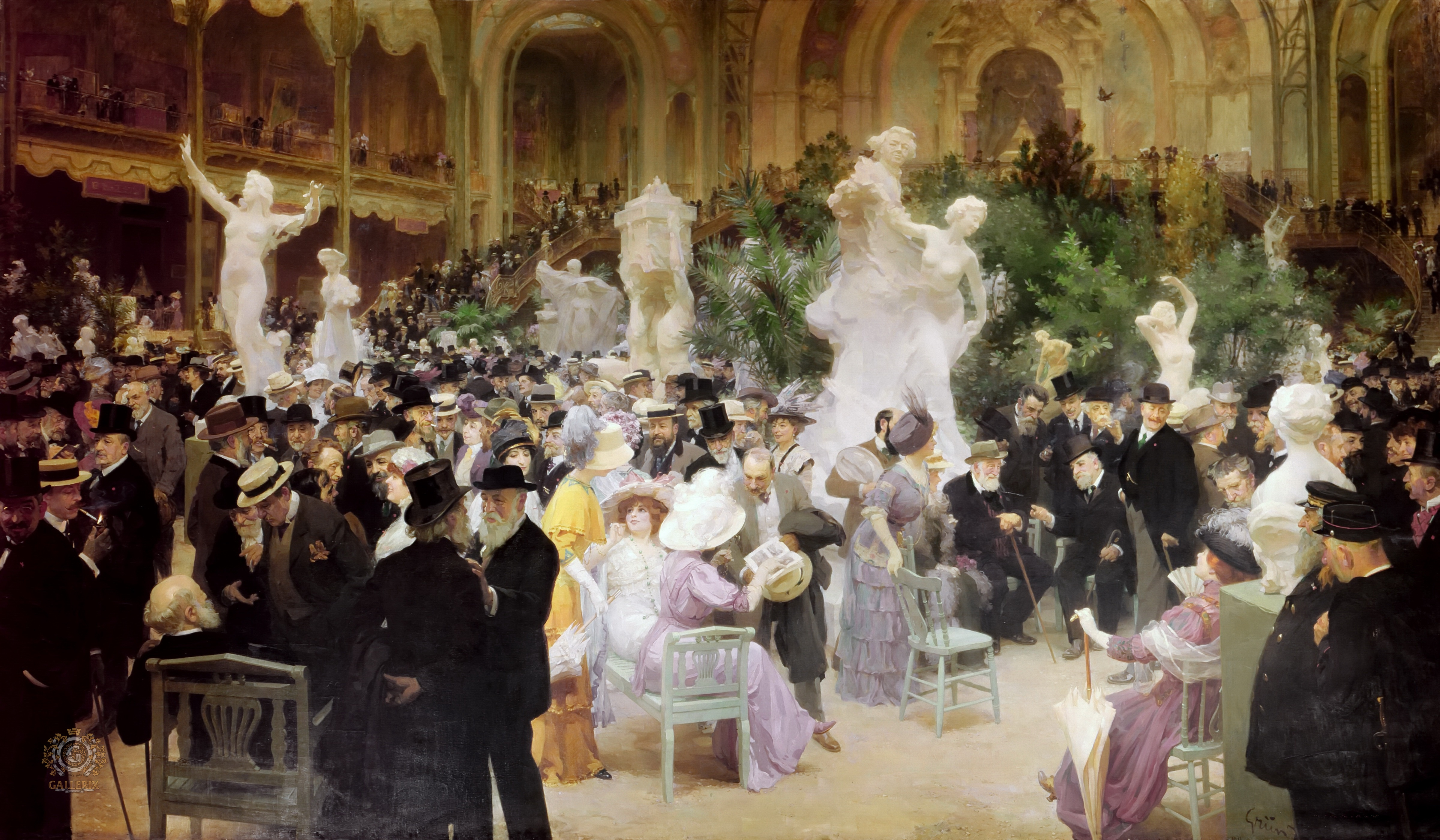
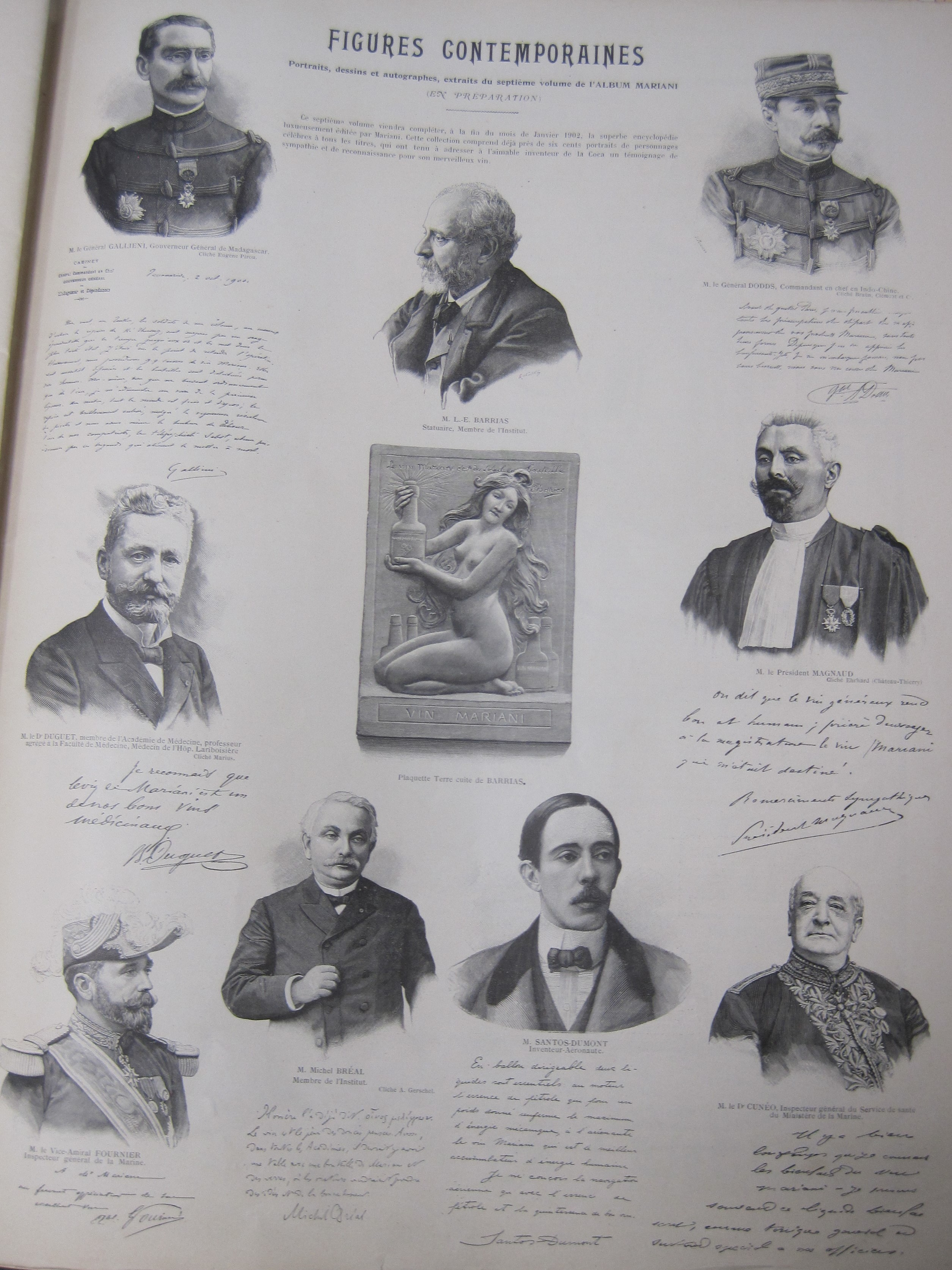

必要に応じて常にバイアルを持ち歩いていたレオ13世は、お墨付きの印としてマリアーニに特別なメダルを授けたと、少なくとも広告にはそう書かれている。実際「マリアーニ・アルバム」はカタログ販売、識別または社説広告の先駆けとして登場し、その使用を体系化し、1894年から1925年までの間に出版された14巻分のページを埋める千名以上の著名人の熱狂的な証言を発表した。薬局では薬物として、バーでは食前酒として合法的に販売されていたマリアーニ・ワインには、ボトル1本あたり6から7ミリグラムのコカインが含まれており、アルコール度数は14から17の値である。フランスでは、コカイン入りのマリアーニ・ワインは1884年にはじめて医薬品コーデックスに記載され、1910年まで承認されていた。
- 「マリアーニ・アルバム」
(1894年版標題紙)
- 「サロン・デ・アルテステ・フランセ」(1911年)
ジュール＝アレクサンドル・グリューン画。金曜日のルーアン美術館で、マリアーニは中央のジェヌヴィエーヴ・ランテルメの左側の前景に立ち姿で描かれている。
- 雑誌「パリ・ノエル」広告
ボルドー市立図書館

「マリアーニ・アルバム」は1894年から1925年にかけて、ジョゼフ・ユザンヌの編集で、出版社「フラマリオン・グループ」から複数巻出版され、その後、アンリ・フルーリーの出版社から、美しい紙に印刷されたマリアーニの肖像画や彼のワインの広告が入った版が出版された（著名人の肖像画には各々の証言や署名が含まれている）。

## 著名人の声
政治、医学、文学、芸術関係の千名以上の著名人が「マリアーニ・アルバム」に掲載された伝記に続いてマリアーニ・ワインを賞賛した。
親愛なるマリアーニ、あなたの素晴らしいワインは誰もが知るところで、誰もがそれなしにはいられないので、推薦する必要はありません。マリアーニ・ワインに代わるものはないと主張します。彼は永遠に生きるでしょう。—ジャン・ベルテリエ
マリアーニ・ワインを飲むこと、歌うこと、信じること、絶え間なく愛すること、夢の国で聞くこと、無限への扉！—ジャネ・ド・ラ・ヴォーデール
親愛なるマリアーニさん、私はあなたに千の感謝を贈らなければなりません。この若々しいワインは生命をもたらし、それを使う人々に力を保ち、もはやそれを持っていない人々にそれを取り戻させます。—エミール・ゾラ 1895年
親愛なるマリアーニさん、あなたのワインは素晴らしい心のこもったものです。—ウジェーヌ・グラッセ
親愛なる人、私はどん底の時にあなたのワインに助けられたので、私はあなたにできるだけ早く新しいケースを送ってくださるように頼みます。—レオン・ブロイ 1898年
もし、マリアーニのワインが効かなかった場合、男性の証言は誤解を招くでしょう。私がそれを必要とするなら、彼は私のためにそれをやってくれると信じています。—ルイ・デュシェンヌ
アルスロンガ、ウィータブレウィス：私たちがたゆまぬ努力をし、生理学を進歩させるため、優れたコカマリアーニ・ワインのグラスは貴重な補助剤です。—ネストール・グルーアン（クロード・ベルナールの後継者）

それはナナン、ジャム 

ムッシュ、マリアーニ、あなたのピクトン 

私たちはお互いにまぐわうだろう 

気にしない 

それはあなたに壊された男を膨らませる 

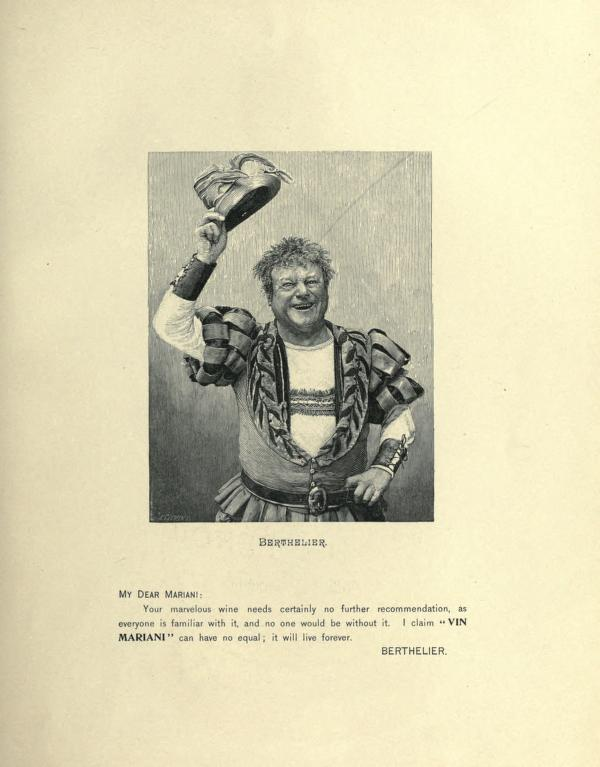

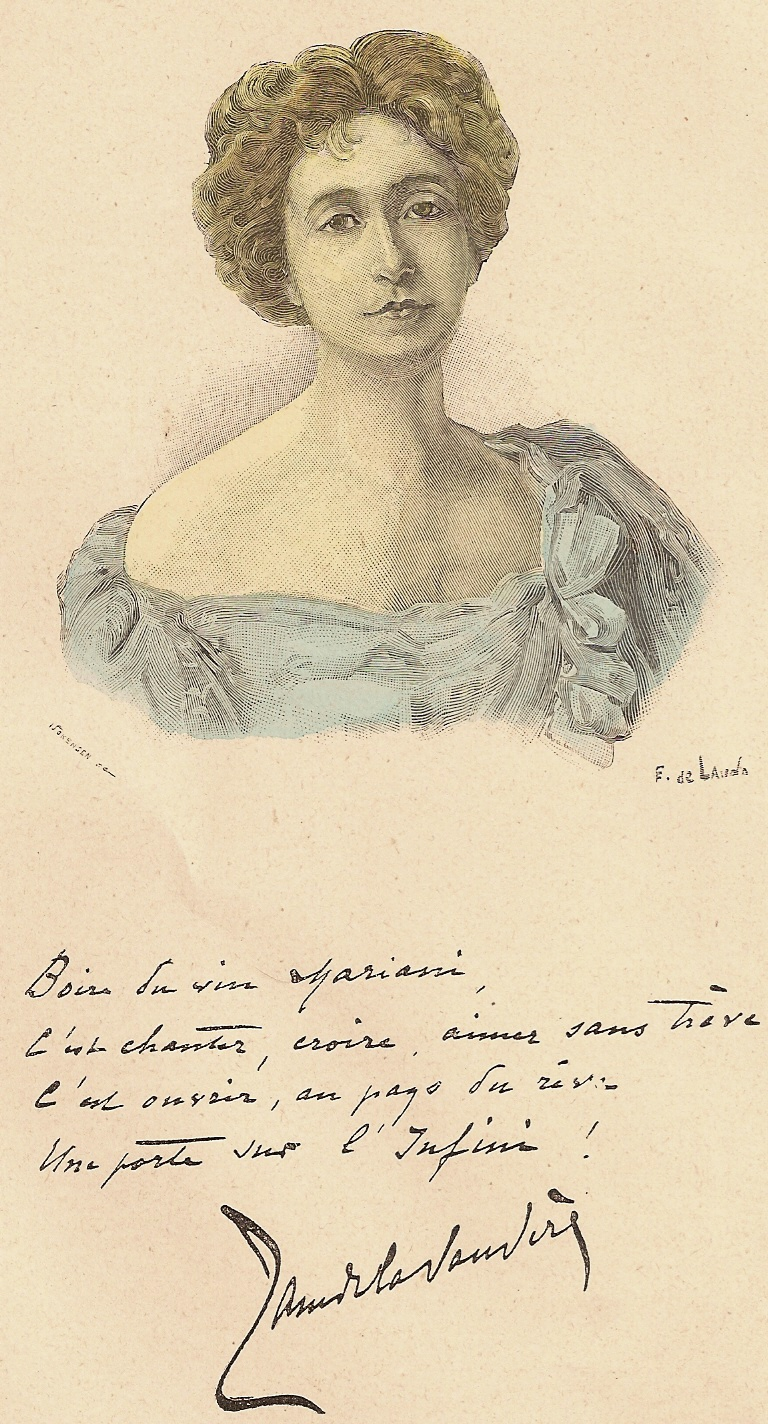

それはあなたをパットのウンのひよこに戻します 

それは人々を冷たく目覚めさせるでしょう 

ワインではなく、若者からのものです...
—ジェアン・リクトス 1900年

## 後世
マリアーニ・ワインの成功は競争を激化させ、「インカのコカ」、「インカのワイン」などのさまざまな類似品が生まれた。それが末期の喉頭がんに苦しんでいたアメリカ大統領のユリシーズ・グラントに与えられたとき、マリアーニは米国で大きな名声を得た。コカイン溶液の局所的投与またはマリアーニ・ワインの摂取は、彼の苦しみを和らげ、大統領は自分で回想録を書き終えることができた。1885年にアトランタの薬剤師であるジョン・ペンバートンはマリアーニ・ワインからヒントを得て、コーラ・ナッツを加えた「フランスワイン・コカ」を開発したが、これは現在はノンアルコール飲料となっているコカ・コーラの祖先（これは1886年にジョージア州で製造禁止となり、1906年以降はコカイン抜きで製造された）にあたる。マリアーニの相続者は1950年代にマリアーニ・ワインの生産を中止し、彼らは1963年まで薬局で販売されていた「トニック・マリアーニ」と呼ばれる飲料を製造した。

## 批判

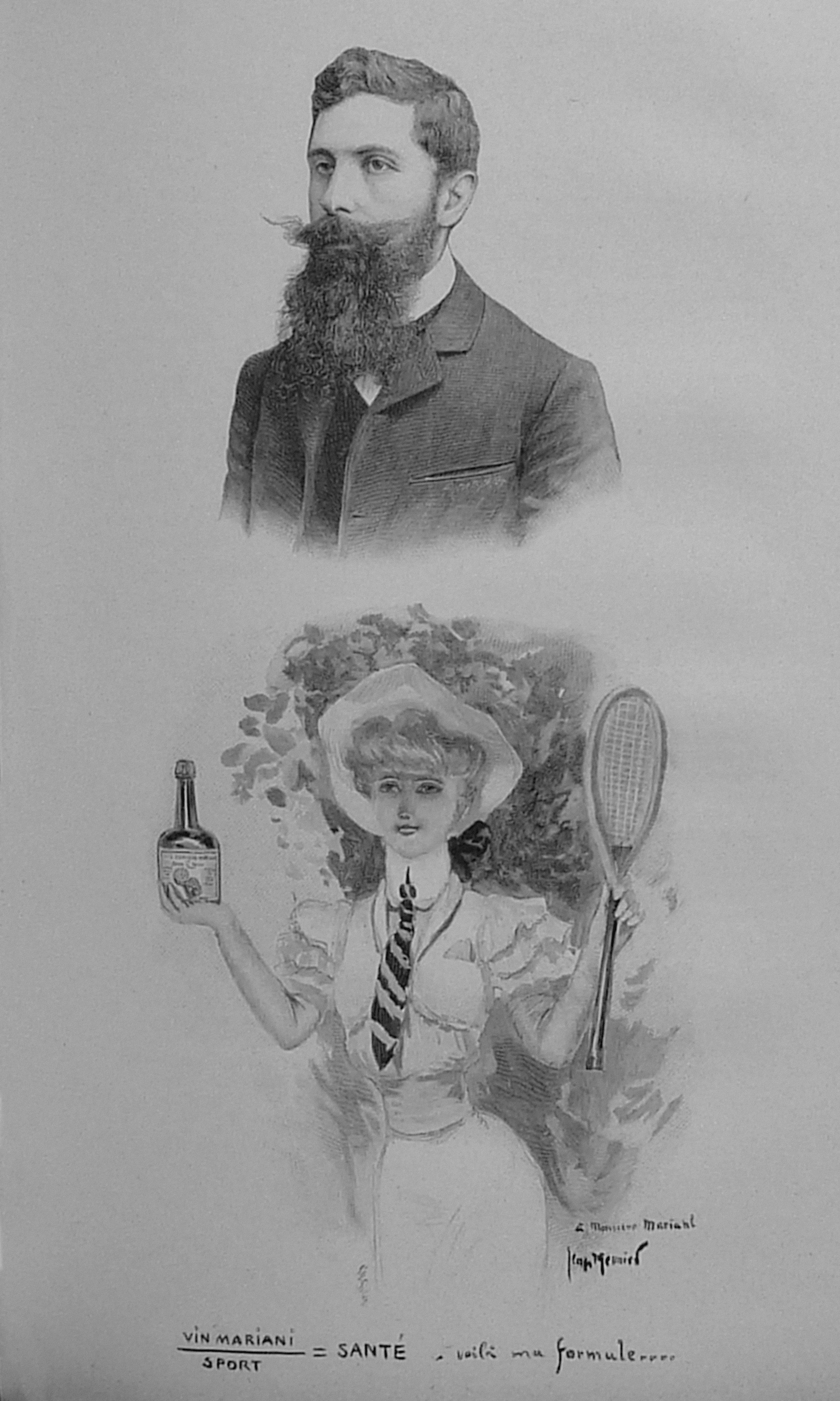

立証されたドーピングの最初の現代的な事例は、1865年にさかのぼる。それはアムステルダムの水泳選手で、それ以来マリアーニ・ワインはスポーツ選手に推奨され、それらはコカの葉で「味付け」された。

## 図像

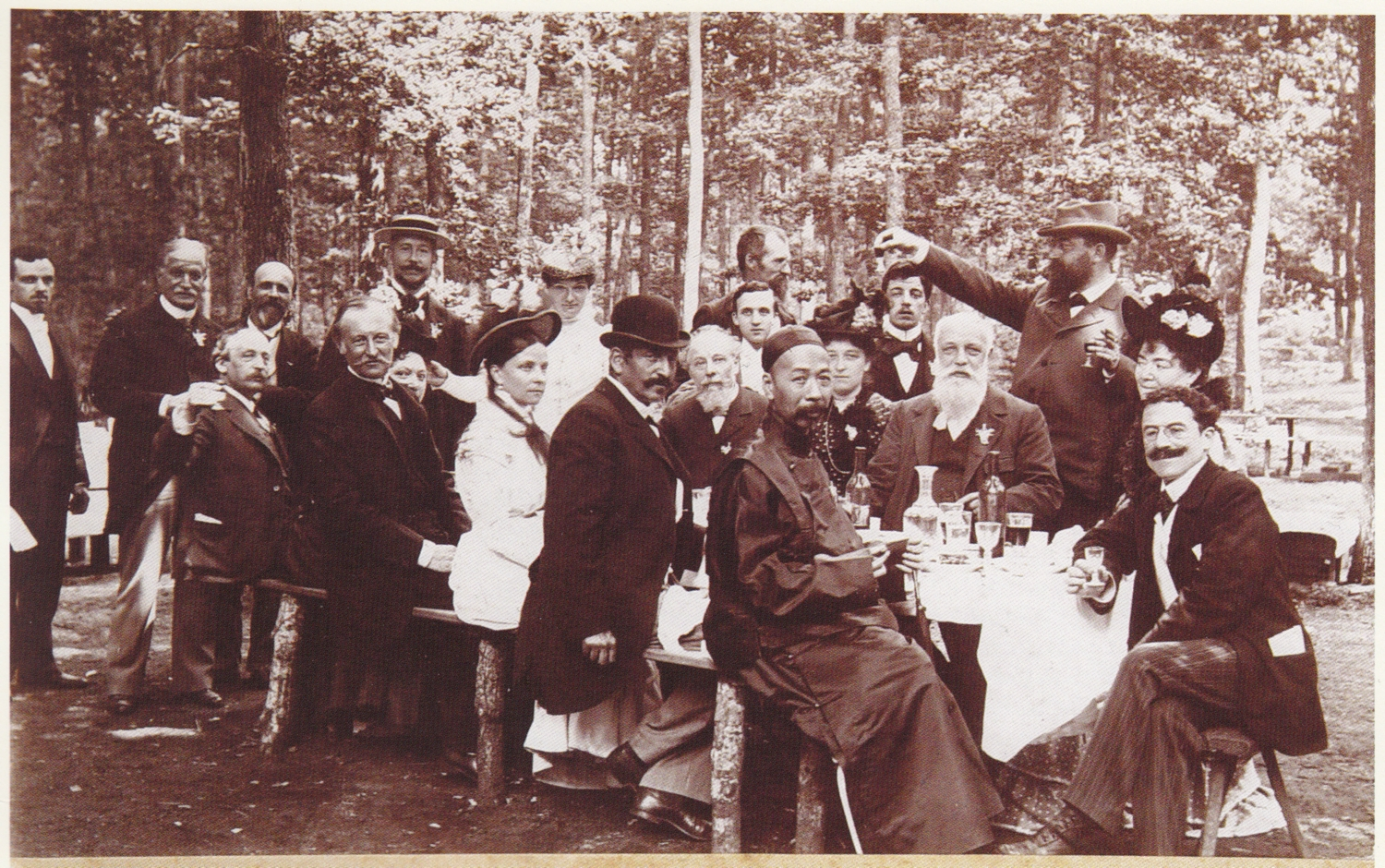
。

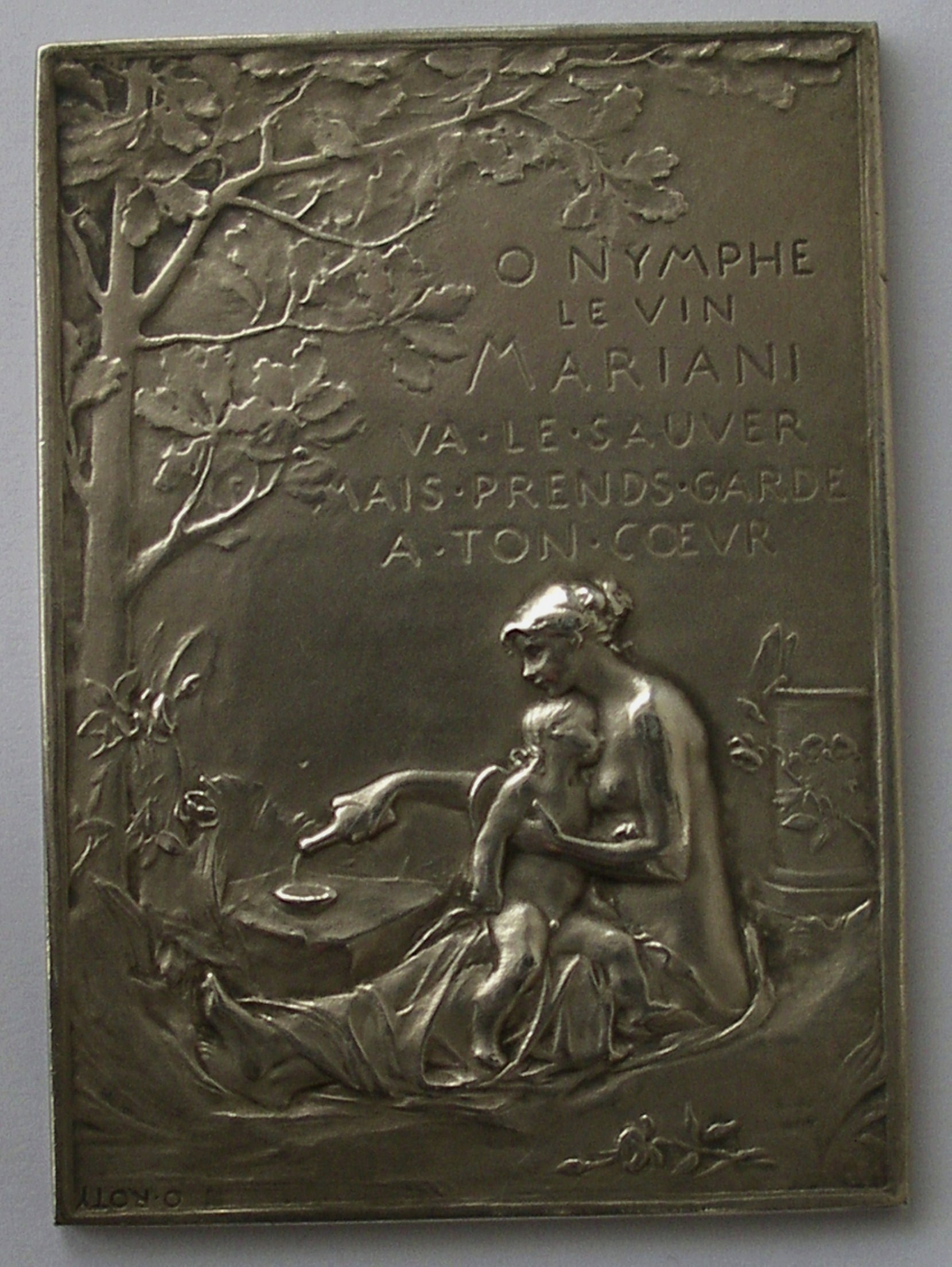

カルナヴァレ博物館は、マリアーニの肖像画や、彫刻家のテオドール・リヴィエールによるマリアーニの彫像、オスカル・ロティやルイ＝ウジェーヌ・ムーション製作のメダルを収蔵しており、マリアーニ・ワインの特性を強調している。 これらのメダルはマリアーニが収集したもので、1910年に彼自身によって博物館に寄贈されたコレクションの一部である。フランス国立図書館のコイン、メダル、アンティーク部門には、マリアーニ・ワイン（Veni, bibi, vici, Vin Mariani à la cocaなどの商品名）のいくつかのプラークがある。それは「愛はマリアーニ・ワインに彼の矢を浸す」、「コカの人気者アンジェロ・マリアーニ」、「ニンフと苦しみの愛、マリアーニ・ワインの再生力の寓話」などである。

## 著書
- Maillard-Bossuat, ed. (1870), Notices sur le quinquina Mariani, précédée d'un Aperçu sur l'histoire et les propriétés du quinquina.
- Angelo Mariani (1878). Mariani. ed. La coca du Pérou et le vin Mariani.L’aperçu en ligne permet de lire la totalité de l'ouvrage.
- Delahaye et E. Lecrosnier, ed. (1885), La coca et la cocaïne.
- J. N. Jaros, ed. (1890) (英語), Coca and its therapeutic application.
- Lecrosnier et Babé, ed. (1895), La coca et ses applications thérapeutiques.
- Angelo Mariani; Joseph Uzanne (réd. des notices biographiques), Octave Uzanne (1894, 1906-1913), Armand Silvestre (1895), Jules Claretie (1897), Oscar Roty (1900), Maurice Bouchor (1901), illustrator:Adolphe Lalauze, eau-forte, A. Brauer, D. Quesnel, H. Sorensen, A. Prunaire, P. Leyat, W. Lenders, Henri Brauer, Marius Clément, Ch. Maylander, Ch. Clément, L. Jarraud, gravure sur bois. Figures contemporaines, tirées de l'album Mariani[46].